# Cerradomys scotti
Cerradomys scotti is een knaagdier uit het geslacht Cerradomys dat voorkomt in het Distrito Federal, zuidelijk Goiás en aangrenzende delen van Mato Grosso do Sul en Minas Gerais. Mogelijk behoort C. andersoni uit Bolivia ook tot deze soort. De soort is genoemd naar Scott Lindbergh voor zijn vele bijdragen aan de Braziliaanse mammalogie.
Deze soort heeft een donker gekleurde rug. De soort verschilt van verwante soorten in een aantal schedelkenmerken. De soort heeft 58 chromosomen en een FN van 70 of 72.